# Pravia
Pravia ist eine Gemeinde in der autonomen Region Asturien im Norden Spaniens.

## Geographie
Im Norden ist die Gemeinde begrenzt von Candamo und Soto del Barco, im Süden von Candamo und Salas, im Westen von Cudillero und im Osten von Soto del Barco.
Die Flüsse Nalón, Narcea und Aranguín durchqueren die Gemeinde; Lachse haben hier auf Grund der Sauberkeit der Gewässer seit langem hier ihr Laichgebiet.

### Geologie

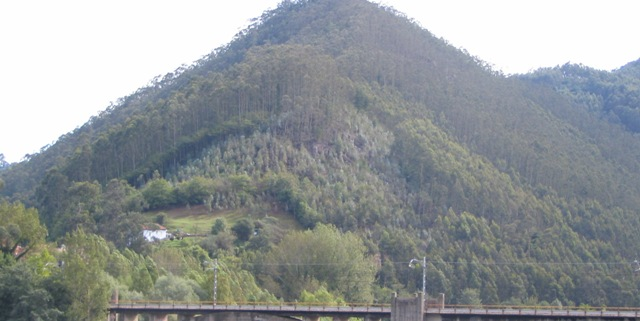
Pico Mirabeche bei Pravia

- durch die Entstehung im Paläozoikum besteht der Boden überwiegend aus Sandstein, Quarzit, Dolomit, Schiefer und Kalkstein.
- Mehrere kleinerer Berge mit einer Höhe von bis zu 678 Metern sind ein wunderschönes Wandergebiet für Naturfreunde.
- Die Region ist von Prärie, Pinienwäldern und Eukalyptusbäumen durchzogen.

### Klima
Durch die Nähe zum Meer herrscht hier ein Klima, mit Sommertemperaturen bis 30 Grad Celsius und im Winter selten unter 0 Grad vor. Frühling und Herbst sind häufig regenreich aber mild.

## Geschichte
Wie in ganz Asturien sind auch hier Funde aus der Steinzeit ein Beleg für die lange Besiedelung der gesamten Region. Speziell entlang des Nalón wurde bereits in grauer Vorzeit Gold und andere Materialien abgebaut.
Erste urkundliche Erwähnung findet sich aus dem Jahr 774 als König Silo seinen Regierungssitz im nahegelegenen Santianes etablierte.
Unter der Regierung von Alfons II. war hier auch die Hauptstadt des Königreich Asturien.

## Wirtschaft
In erster Linie ist die Landwirtschaft nach wie vor der Hauptarbeitgeber der Region. Angebaut werden hier überwiegend Emmer, Roggen, Weizen und Hanf. Als wichtigste Feldfrucht ist die Faba zu nennen, die für das Gericht Fabada benötigt wird.
Das Baugewerbe ist der zweitgrößte Arbeitgeber der Region, gefolgt von Handel und Verwaltung.
Der Tourismus in der Region nimmt zu.
| | Beschäftigte | Anteil in Prozent |
| --- | ------------ | ----------------- |
| Gesamt | 2.866        | 100               |
| Ackerbau, Viehzucht und Fischerei                                                                             | 153          | 5,34              |
| Industrie | 831          | 29,00             |
| Bauwirtschaft                                                                                                 | 276          | 9,63              |
| Dienstleistungsbetriebe                                                                                       | 1.606        | 56,04             |
| * Daten aus dem Statistischen Amt für Wirtschaftliche Entwicklung in Asturien, Stand 2009 (PDF; 73 kB), SADEI |              |                   |

## Bevölkerungsentwicklung
| Grafische Darstellung der Bevölkerungsentwicklung der Gemeinde Pravia |
| --------------------------------------------------------------------- |
|                                                                       |
| Quelle: INE – grafische Aufarbeitung für Wikipedia                    |

## Politik
Die 1999 auf 13 reduzierten Sitze des Gemeinderates verteilen sich wie folgt:
| Historische Entwicklung der Sitzverteilung im Gemeinderat von Pravia | Historische Entwicklung der Sitzverteilung im Gemeinderat von Pravia | Historische Entwicklung der Sitzverteilung im Gemeinderat von Pravia | Historische Entwicklung der Sitzverteilung im Gemeinderat von Pravia | Historische Entwicklung der Sitzverteilung im Gemeinderat von Pravia | Historische Entwicklung der Sitzverteilung im Gemeinderat von Pravia | Historische Entwicklung der Sitzverteilung im Gemeinderat von Pravia | Historische Entwicklung der Sitzverteilung im Gemeinderat von Pravia | Historische Entwicklung der Sitzverteilung im Gemeinderat von Pravia | Historische Entwicklung der Sitzverteilung im Gemeinderat von Pravia | Historische Entwicklung der Sitzverteilung im Gemeinderat von Pravia |
| -------------------------------------------------------------------- | -------------------------------------------------------------------- | -------------------------------------------------------------------- | -------------------------------------------------------------------- | -------------------------------------------------------------------- | -------------------------------------------------------------------- | -------------------------------------------------------------------- | -------------------------------------------------------------------- | -------------------------------------------------------------------- | -------------------------------------------------------------------- | -------------------------------------------------------------------- |
| Partei                                                               | 1979                                                                 | 1983                                                                 | 1987                                                                 | 1991                                                                 | 1995                                                                 | 1999                                                                 | 2003                                                                 | 2007                                                                 | 2011                                                                 | 2015                                                                 |
| PSOE                                                                 | 3                                                                    | 7                                                                    | 8                                                                    | 8                                                                    | 8                                                                    | 6                                                                    | 6                                                                    | 8                                                                    | 7                                                                    | 7                                                                    |
| FAC                                                                  |                                                                      |                                                                      |                                                                      |                                                                      |                                                                      |                                                                      |                                                                      |                                                                      | 4                                                                    | 1                                                                    |
| CD / AP / PP                                                         | 3                                                                    | 10                                                                   | 8                                                                    | 8                                                                    | 9                                                                    | 2                                                                    | 6                                                                    | 4                                                                    | 1                                                                    | 3                                                                    |
| UP                                                                   |                                                                      |                                                                      |                                                                      |                                                                      |                                                                      |                                                                      | 1                                                                    | 1                                                                    | 1                                                                    |                                                                      |
| UCD / CDS                                                            | 8                                                                    |                                                                      | 1                                                                    | 1                                                                    |                                                                      |                                                                      |                                                                      |                                                                      |                                                                      |                                                                      |
| PCE / IU-BA                                                          | 3                                                                    |                                                                      |                                                                      |                                                                      |                                                                      |                                                                      |                                                                      |                                                                      |                                                                      | 2                                                                    |
| URAS                                                                 |                                                                      |                                                                      |                                                                      |                                                                      |                                                                      | 5                                                                    |                                                                      |                                                                      |                                                                      |                                                                      |
| Total                                                                | 17                                                                   | 17                                                                   | 17                                                                   | 17                                                                   | 17                                                                   | 13                                                                   | 13                                                                   | 13                                                                   | 13                                                                   | 13                                                                   |

## Sehenswürdigkeiten

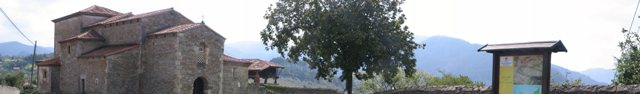
Vorromanische Kirche in Santianes

- Iglesia (Kirche) de Santianes in Pravia aus der Vorromanischen Zeit
- Museo de Santianes

## Regelmäßige Veranstaltungen
- Mai: „fiesta de San Isidro“ in Santianes.
- April: Tag der Lachse.
- Juni: Musikfestival mit "Folklorerock"
- Juli: „fiestas del Carmen“ in Agones und Quinzanas.
- August: „fiesta de El Xiringüelu“ in Pravia
- Oktober: „fiesta de San Antonio“ in Sandamías.
- November: „Feria de la faba (Bohne), el kiwi, maíz (Mais) y la miel (Honig)“

## Parroquias
Die Gemeinde ist in 15 Parroquias unterteilt:
| - Arango - Cordovero - Corias | - Escoredo - Folgueras - Inclán | - Pravia - Pronga - Quinzanas | - Sandamías - Santianes - Selgas | - Somado - Villafría - Villavaler |

## Söhne und Töchter der Stadt
- König Silo
- Ramón García del Valle y Salas
- Carlos Martínez (Pantomime)